# Goiás, Goiás

Vị trí của Goiás

Goiás (còn được gọi là Goiás Velho, Goiás Old) là một thành phố nhỏ và khu đô thị ở bang Goiás, Brazil. Thành phố có diện tích diện tích 3.108 km²(2002) và dân số là 24.072 (2007). Đây là thủ phủ cũ của bang và bảo tồn nhiều di sản thuộc địa có giá trị lịch sử. Năm 2001, nó trở thành một di sản thế giới của UNESCO.
Thành phố là thủ phủ cũ của bang Goiás cho đến năm 1937, khi tòa thị chính bang được chuyển tới thành phố Goiânia. Nó được thành lập bởi nhà thám hiểm Bartolomeu Bueno da Silva, có biệt danh là Anhanguera, và thành phố lúc đó được gọi là Vila Boa de Goyaz ("thị trấn Goyaz tốt đẹp" trong tiếng Bồ Đào Nha cổ). Với tầm quan trọng lịch sử của nó, trung tâm lịch sử của Goiás đã được ghi vào danh sách di sản thế giới.

## Lịch sử
Goiás Velho được thành lập năm 1727, trước khi có sự xuất hiện của những người châu Âu. Nhiều nhà nguyện và nhà thờ là các bằng chứng cho kỉ nguyên tìm vàng tại nơi đây. Lịch sử của thị trấn gắn chặt với lịch sử của tiểu bang Goias. Nhiều nhà thờ được xây dựng vào thế kỷ 18, 19 như: nhà thờ das Museu Bandeiras, được xây dựng năm 1761, Sant'Ana Colegio, được thành lập vào năm 1879 bởi các tu sĩ Dòng Đa Minh, nhà thờ Nossa Senhora d'Abadia, được xây dựng vào năm 1790, với bàn thờ sơn màu xanh và vàng, và Casa da Fundição, có niên đại từ 1752, được đúc từ vàng khai thác tại các mỏ trong thị trấn.

Được bao quanh bởi dãy núi Dourada Serra, Goiás Velho là thành phố quê hương của nhà thơ Ana Lins dos Guimarães Peixoto Bretas (1889-1985), được biết đến nhiều hơn với cái tên là Cora Coralina. Mặc dù bà bắt đầu viết lúc 14 tuổi và xuất bản cuốn sách đầu tiên của mình khi đã ở tuổi 75. Để tồn tại, bà đã làm và bán bánh kẹo. Ngôi nhà nơi bà sống, một trong những công trình lâu đời nhất của thành phố, có niên đại từ năm 1782, đã trở thành một bảo tàng, với những đồ nội thất, tài sản cá nhân, tài liệu và thư gửi từ những phóng viên lừng lẫy như nhà thơ Carlos Drummond de Andrade (1902-1987) và nhà văn Bahian Jorge Amado, một trong những đại diện chính của văn học của khu vực Đông Bắc và được đọc nhiều nhất các tác giả cả trong và ngoài nước Brazil.

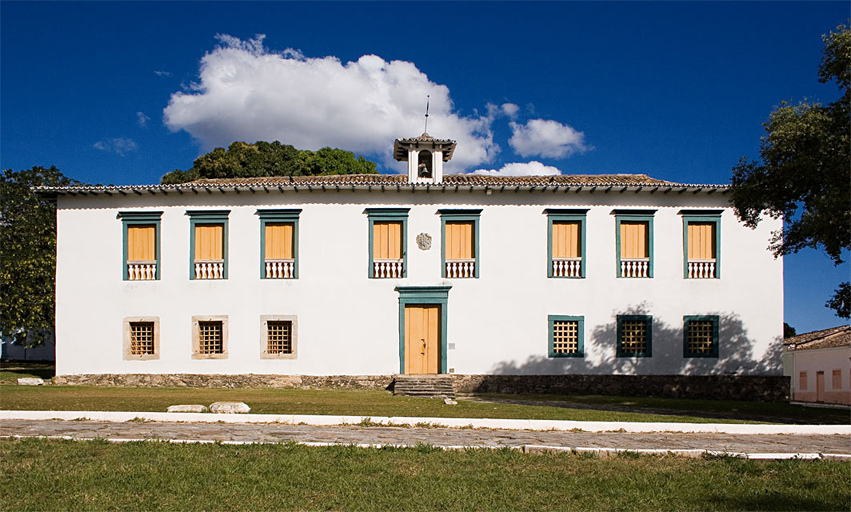
Antiga Casa da Câmara e Cadeia, atual MuBan
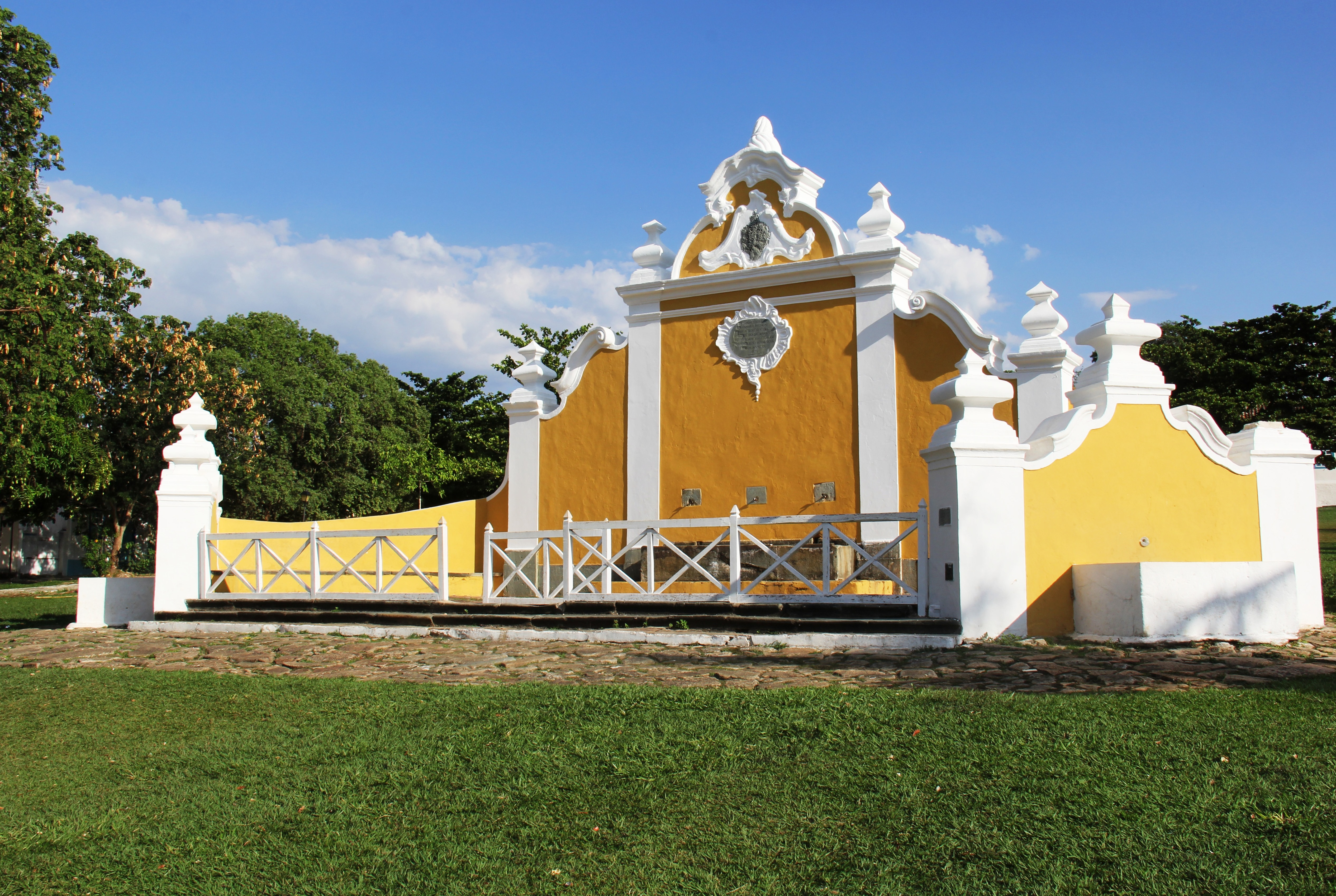
Chafariz de Cauda
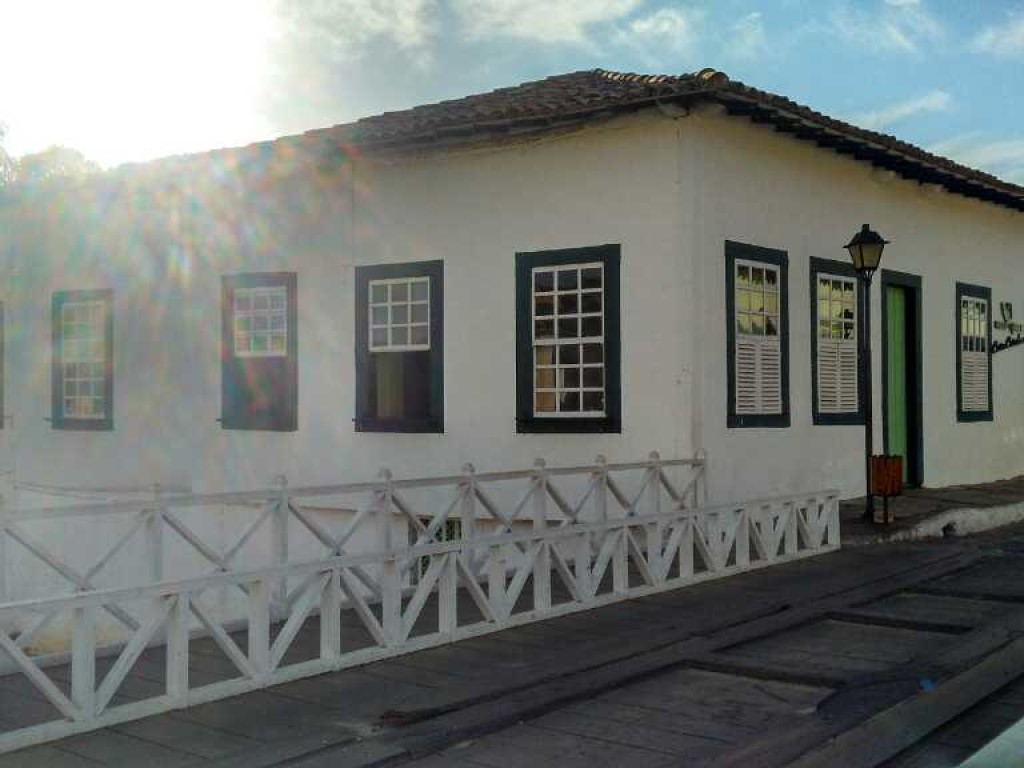
Casa de Cora Coralina
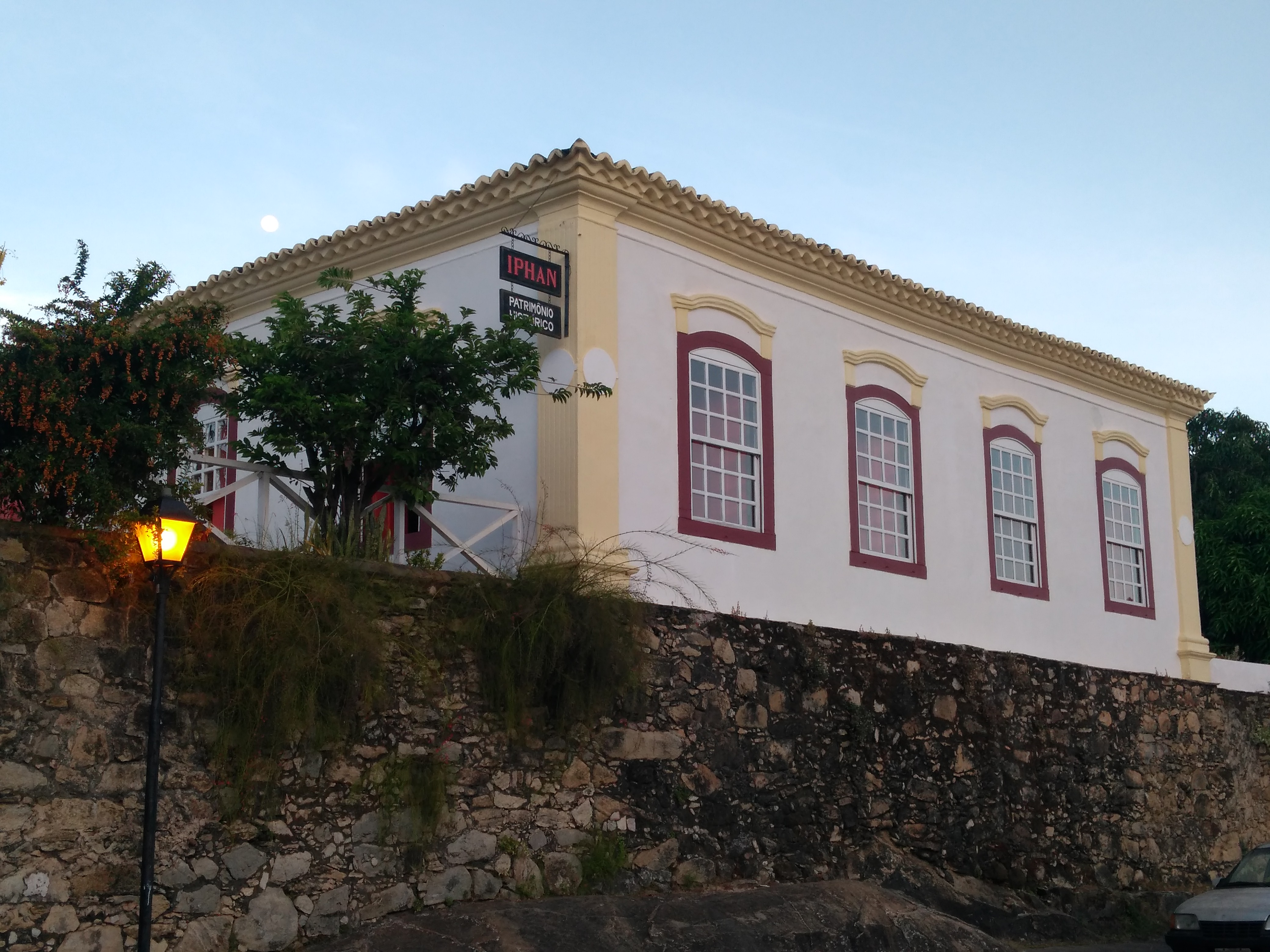
Casa do Bispo
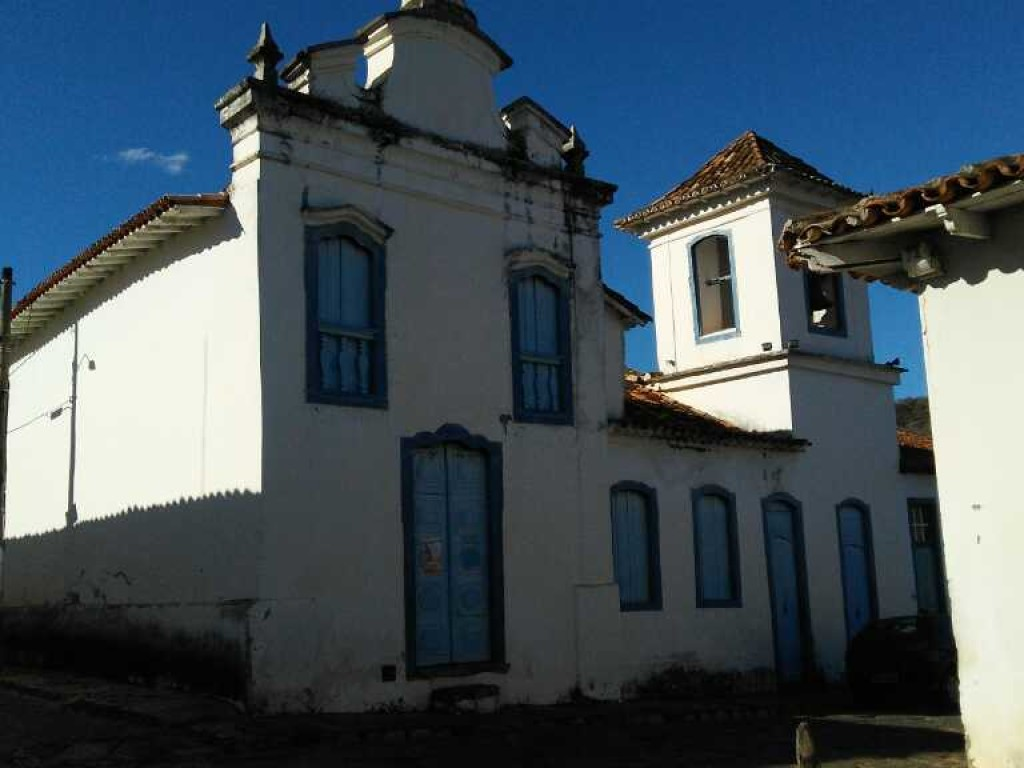
Igreja de Nossa Senhora d'Abadia
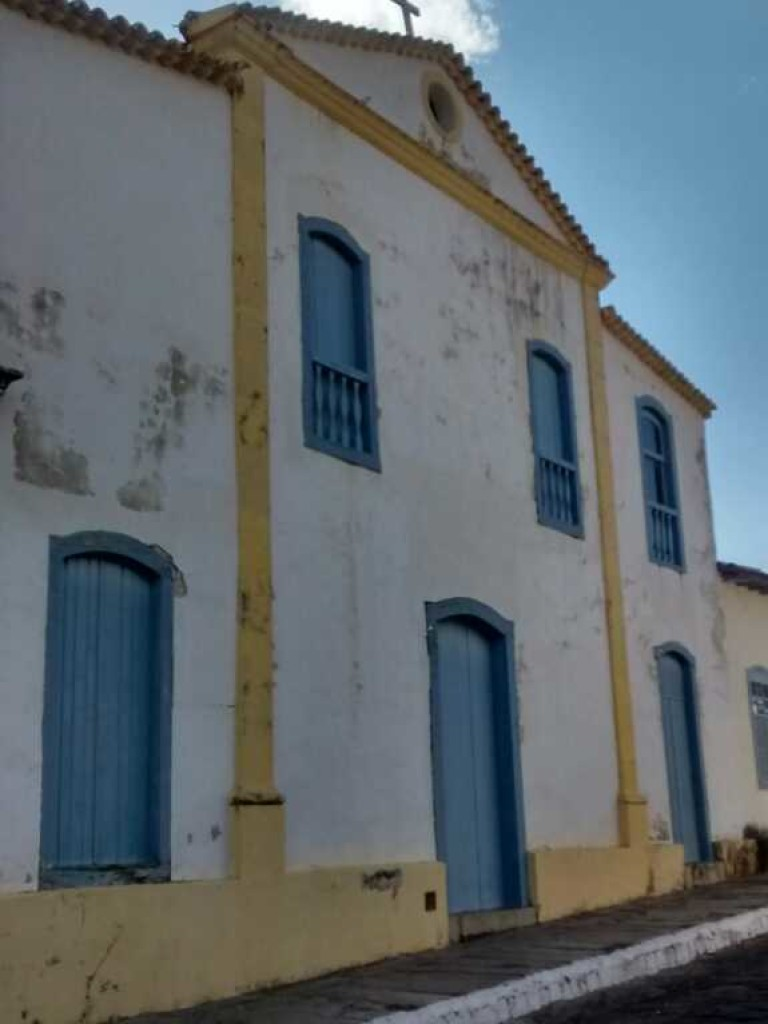
Igreja de Nossa Senhora do Carmo
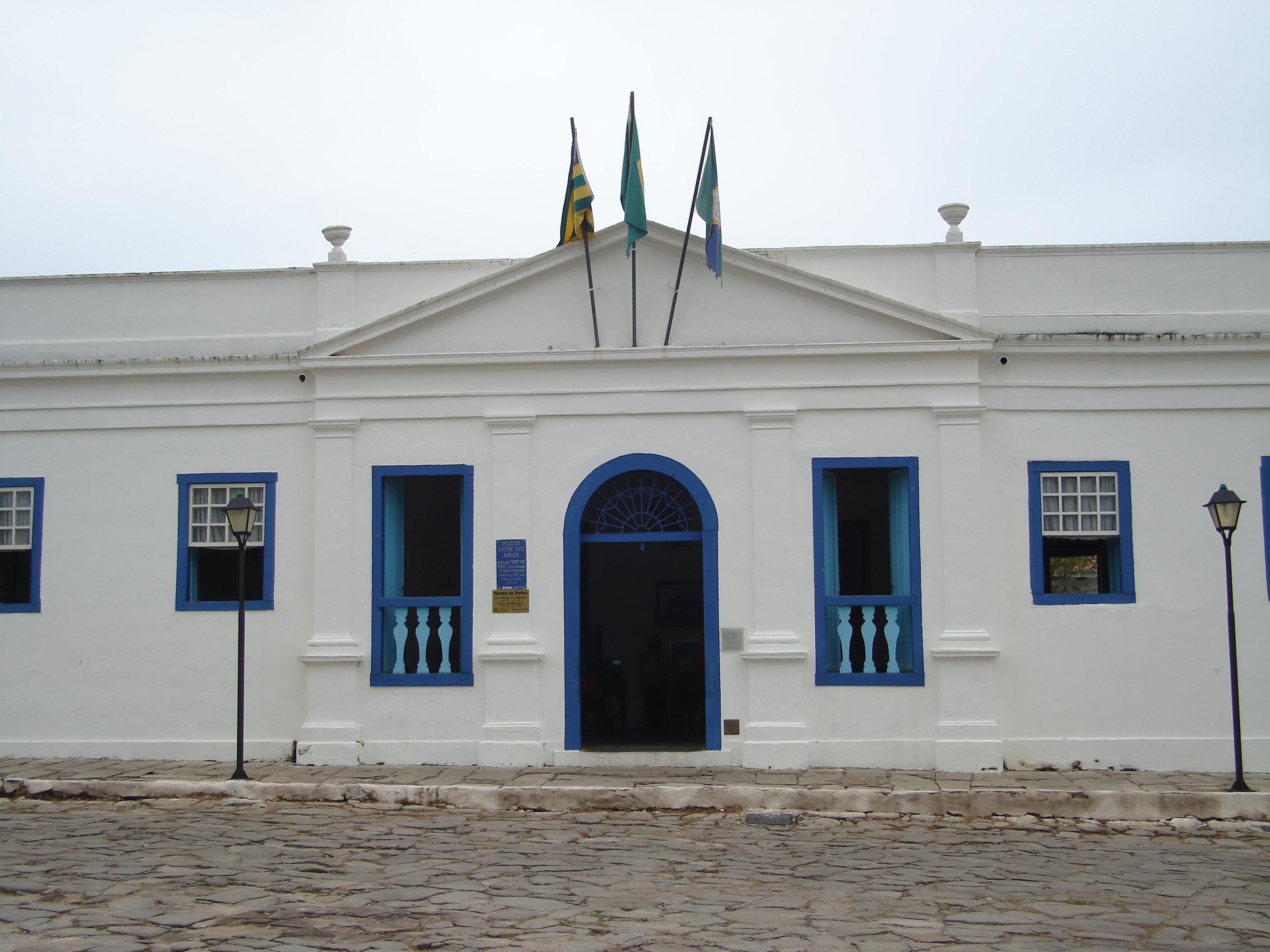
Palácio do Conde dos Arcos
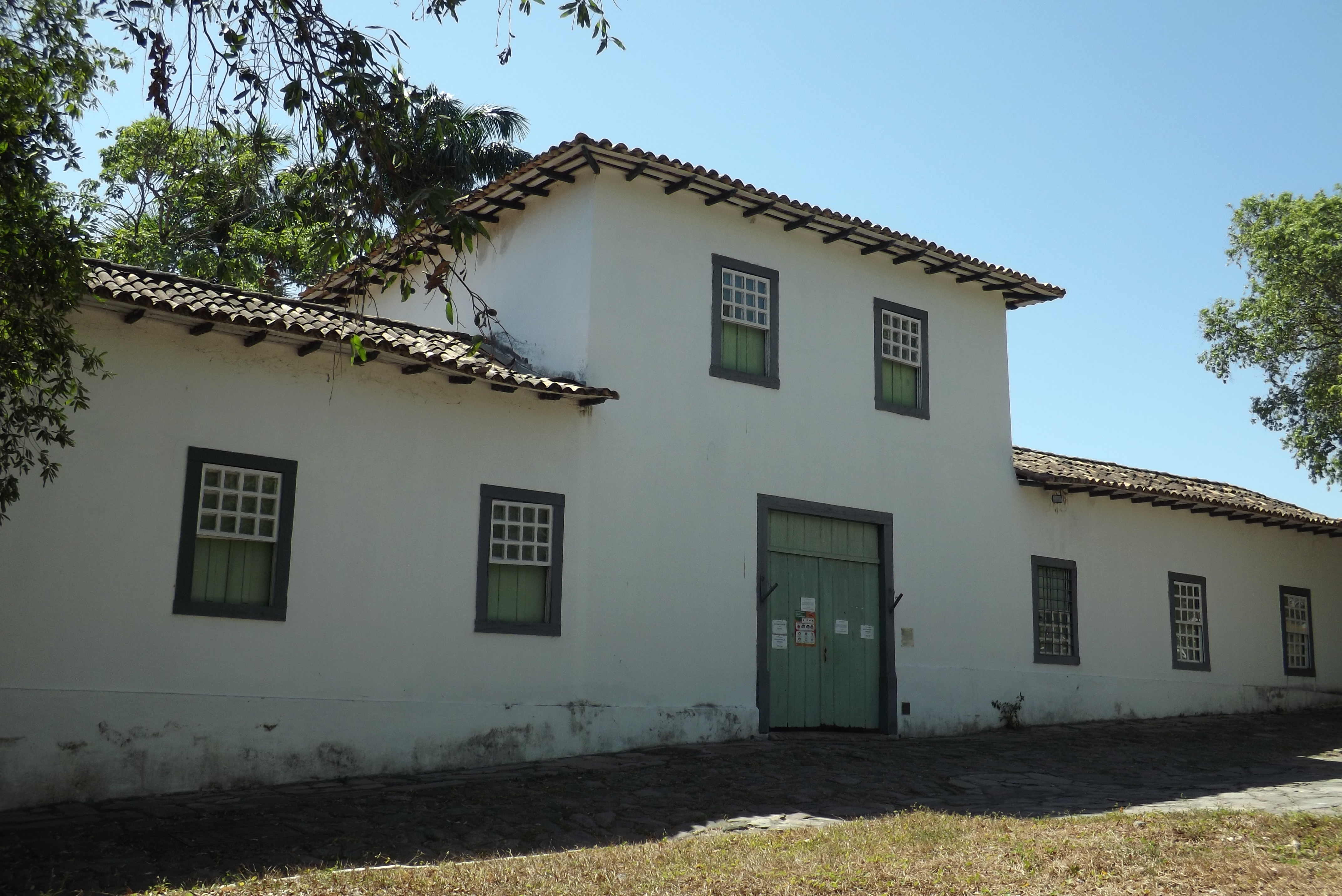
Quartel do XX